# Пилар (Параиба)
Пилар (порт. Pilar) — муниципалитет в Бразилии, входит в штат Параиба. Составная часть мезорегиона Зона-да-Мата-Параибана. Входит в экономико-статистический микрорегион Сапе. Население составляет 10 825 человек на 2006 год. Занимает площадь 101,262 км². Плотность населения — 106,9 чел./км².

## Статистика
- Валовой внутренний продукт на 2003 год составляет 21 392 202,00 реала (данные: Бразильский институт географии и статистики).
- Валовой внутренний продукт на душу населения на 2003 год составляет 2023,29 реала (данные: Бразильский институт географии и статистики).
- Индекс развития человеческого потенциала на 2000 год составляет 0,569 (данные: Программа развития ООН).